# Vittnesförbud
Vittnesförbud innebär att det allmänna ej kan tvinga en person att avlägga vittnesmål. Vittnesförbud gäller exempelvis vid absolut tystnadsplikt, vilket exempelvis innebär att om en präst inom ett trossamfund, eller någon som har motsvarande ställning, pastor, rabbin eller iman, fått förtroenden i enskild själavård eller bikt (kristendomen) får denne inte höras som vittne. För advokater, läkare, tandläkare, barnmorskor, sjuksköterskor, psykologer, psykoterapeuter och familjerådgivare enligt socialtjänstlagen gäller att dessa endast får höras som vittnen om något som de fått veta i samband med sin yrkesutövning endast om det är medgivit i rättegångsbalken eller om den, till vars förmån tystnadsplikten gäller, har samtyckt till att yrkesutövaren hörs som vittne. 